# Половинка (Усть-Кутский район)
Полови́нка — упразднённая деревня в Усть-Кутском районе Иркутской области. Входила в состав Подымахинского сельского поселения.

## География
Расположена на левом берегу Лены у места впадения в неё речки Половинной в 520 км от Иркутска и в 23 км от центра Усть-Кута (по воздуху).
Половинка расположена на севере Иркутской области в восточной части Усть-Кутского района на левом берегу реки Лены. Название деревни происходит от небольшой речки Половинной, у устья которого она находится. Река названа так из-за того, что находилась на полпути между сёлами Усть-Кут и Подымахино.
Расстояние:
- до села Подымахина (центра сельского поселения) — 15 км
- до города Усть-Кута (центра района) — 23 км.

### Климат
Климат села резко континентальный. Средняя темпаратура января −25°C, июля +17°C. Минимальная температура −58°C, максимальная (в тени) +42°C.
Годовое количество осадков 350 мм. В зимний период — в виде снега. В межсезонье (весной и осенью, а также в начале и конце лета) нередок град.

## История
В 1943 году Половинка была селом, здесь располагался колхоз «Колос». Сообщалось, что комсомолка М. М. Антипина примкнула к движению вязальщиц-тысячниц и навязывала по 1580 снопов.
22 декабря 1973 года в деревне, к тому времени уже умирающей, в здании заброшенной школы обосновалась первая группа строителей «комсомольского» БАМа — 18 человек, переброшенные с только что сданной линии Хребтовая — Усть-Илим. Именно они пробили первый «зимник» в направлении магистрали до реки Таюры, где подготовили площадку для комсомольцев — строителей станции Звёздной.
Статус деревни и название возвращены в 2007 году с появлением постоянных жителей. Тогда же деревня была отнесена к Подымахинскому сельскому поселению.

## Транспорт
Ближайшая железнодорожная станция — Лена-Восточная Восточно-Сибирской железной дороги в городе Усть-Куте. На расстоянии 1 км к селу подходит тупиковая железнодорожная ветка, используемая исключительно в хозяйственных целях.
Вблизи деревни проходит участок строящейся федеральной магистрали «Вилюй»
Автобусное сообщение до Усть-Кута и Иркутска. (Маршрут Казарки — станция Лена.)